# Лош поручник
Лоши поручник (енгл. Bad Lieutenant) је амерички нео-ноар криминалистички филм из 1992. редитеља Абела Фераре. У филму глуме Харви Кајтел као титуларни "лоши поручник", као и Виктор Арго и Пол Калдерон.
Ферара је написао сценарио заједно са глумицом-манекенком Зои Лунд, која се такође појављује у филму.
Филм је приказан у секцији Un Certain Regard на Филмском фестивалу у Кану 1992.

## Улоге
| Глумац       | Улога    |
| ------------ | -------- |
| Харви Кејтел | Поручник |

## Радња
Поручник њујоршке полиције, који пати од неодољиве страсти за клађењем на бејзбол, као и зависности од дроге и алкохола, истражује брутално силовање часне сестре. Али истрагу случаја у великој мери ометају полицајчеви пороци, који постају његов главни смисао живота. Такви недостаци не могу не довести до трагедије.